# 无锡市南长街小学
无锡市南长街小学坐落于江苏无锡市梁溪区，原是无锡基督教监理会在1911年所创办的东吴第八小学，后称明德小学。校内建有耶稣大礼堂，该建筑直到1984年才被拆除。1949年后改为公办至今，是江苏百所名小学之一。